# América celebra a Chespirito
América celebra a Chespirito fue un programa de televisión mexicano organizado por la cadena Televisa, realizado en el auditorio nacional de la Ciudad de México, el 11 de marzo de 2012. Tuvo por objeto realizar un homenaje internacional a Roberto Gómez Bolaños, reconocido humorista mexicano creador de El Chavo del 8, El Chapulín Colorado, entre otras series, incluyendo a Chespirito. El especial se realizó en doce países con un amplio programa de varias actividades que se efectuó del 1 al 11 de marzo de 2012. En 2013, fue nominado a Mejor Programa Especial en los Premios TVyNovelas. Sin embargo, este no es el primer homenaje con carácter internacional que se le realizaba a Chespirito, puesto que en el 2000 Televisa también le dedicó un homenaje de más de 16 horas de duración desde donde se narraron anécdotas, sucesos, hechos importantes y otras cosas relacionadas al mismo actor, sus series y personajes igual también se transmitieron segmentos de sus programas y algunas de sus películas; tal homenaje contó, al final del día, con una gala que fue retransmitida en vivo denominada "No contaban con mi astucia", la cual tuvo varios invitados también.

## Artistas invitados
- Armando Manzanero
- Diego Verdaguer
- Gian Marco
- Ha-Ash
- Juan Gabriel
- OV7
- Pandora
- Pequeños Gigantes
- Reik
- Thalia

## Países participantes
| País           | Canal                           | Sitio web                                              |
| -------------- | ------------------------------- | ------------------------------------------------------ |
| Argentina      | Canal 9                         |                                                        |
| Brasil         | SBT                             | Archivado el 11 de octubre de 2007 en Wayback Machine. |
| Bolivia        | Bolivisión                      |                                                        |
| Chile          | Mega                            |                                                        |
| Colombia       | RCN Televisión                  |                                                        |
| Costa Rica     | Repretel                        |                                                        |
| Ecuador        | Gama TV                         |                                                        |
| El Salvador    | Telecorporacion Salvadoreña     |                                                        |
| Estados Unidos | Univision                       |                                                        |
| Guatemala      | Trecevisión                     |                                                        |
| México         | Televisa/Canal de las estrellas |                                                        |
| Panamá         | Telemetro Canal 13              |                                                        |
| Paraguay       | Latele                          |                                                        |
| Perú           | América Televisión              |                                                        |
| Honduras       | Telecadena 7 y 4                |                                                        |
| Uruguay        | Teledoce                        |                                                        |
| Venezuela      | Venevisión                      |                                                        |

## Concursos
- Mejor coreografía masiva:  Brasil
- Mejor testimonio:  Fundación "Síganme los buenos"
- Ganador concurso trivia:  Paulina Gallo Bravo
- Mejor imitador:  Giovanni Zavattori Mendez, como Quico

## Premiación
Por decisión de Rubén Aguirre, Édgar Vivar y Florinda Meza, se premió a la Mega Coreografía de Argentina, Paulina Gallo Bravo y a Dina Carrera de Guatemala como Doña Clotilde.

## Otros canales
- Cartoon Network Latinoamérica: Se transmitió un maratón de El Chavo Animado. Sin embargo, esto fue coincidencia, ya que el mes en el que se emitió dicha maratón fue por ser "El Mes de Tooncast All-Stars" (aunque se usó una animación alterna de bug de TV, mostrando el texto "Homenaje a Chespirito" acompañado del Barril de El Chavo), segmento en donde se emiten "remakes" de series antiguas, como El Show de los Looney Tunes o Scooby-Doo: Misterios, S.A. A la semana siguiente, de dicha maratón se emitieron especiales de las mencionadas series.
- Clásico TV (actualmente Distrito Comedia): Se transmitieron especiales llamados "Las Mesas Cuadradas" (martes y jueves) en vez del Chapulín Colorado a las 19:30, además el domingo se transmitieron repeticiones y el homenaje a la misma hora que en el Canal de las Estrellas.